# Радьківка (Бєлгородська область)
Радьківка (рос. Радьковка) — село у Прохоровському районі Бєлгородської області Російської Федерації.
Населення становить 1024  особи. Входить до складу муніципального утворення Радьковське сільське поселення.

## Історія
Населений пункт розташований у східній частині української суцільної етнічної території — східній Слобожанщині.
Згідно із законом від 20 грудня 2004 року № 159 від 2004 року органом місцевого самоврядування є Радьковське сільське поселення.

## Населення
| 2002 | 2010  |
| ---- | ----- |
| 1101 | ↘1024 |